# Сіне (держава)
Сіне (1549—1871) — держава на Заході Африки, що утворилася внаслідок занепаду імперії Волоф. Тривалий час намагалася домогтися гегемонії в регіоні. 1871 року Франція встановила над Сіне свій протекторат, внаслідок чого монархи Сіне втратили фактичну владу. Втім монархію скасували тільки 1969 року.

## Історія
Племена серер, що з давен перебували в цих місцях, утворили власну протодержаву, яка стала 1350 року частиною імперії Волоф. При цьому місцеві правителі (ламане) зберегли контроль над збиранням податків і владу колишніми підданими. З самого початку Сіне мало особливий статус, оскільки саме її правитель Валі Джакатех Маннех відіграв важливу роль в утворенні імперії Волоф.
Після початку розпаду імперії у 1513 році Сіне зберігало вірність центральному уряду до 1550 року, коли зрештою була оголошена незалежність. Надалі Сіне діяло в союзі з державою Салум проти тукулерів.
При цьому Сіне рідко займалося справами північних сусідів. З XVIII ст. встановлюються торгівельні відносини з Францією. З середини XIX ст. французькі католицькі місіонери активно проникають до держави. Водночас на півдні посилюється рух суфіїв та марабутів за ісламізацію. Сіне, де дотримувалися переважно анімалізму, виступало їх ворогом. 1867 року війська Сіне завдали рішучої поразки суфію Маба Діаху Ба. У 1871 році Франція після перемоги над маад-а-сінігом Кумба Ндоффене Фамак Діуфом зуміла встановити свій протекторат над Сіне.

## Устрій
На чолі стояв володар, що мав титули маад-а-сініг (волофи називали його бур). Він походив з аристократичного роду Гевар, що був дуже розгалуженим. Значним впливом була наділена рада знаті, без рішення якої маад не міг прийняти зовнішніх та військових кроків. Основними службовцями були великий діараф (на кшталт першого міністра), фарба-каба (голова війська).

## Економіка
Основу становили землеробство та рибальство. Вирощували просо та інші культури. Разом з тим населення відмовлялося вирощувати арахіс, що намагалися нав'язати французькі компанії.